# Le Livre des merveilles (Hawthorne)
Pour les articles homonymes, voir Livre des merveilles.
Le Livre des merveilles (A Wonder-Book for Girls and Boys) est un recueil de nouvelles pour enfants de Nathaniel Hawthorne publié en 1852. Il y réécrit plusieurs récits de la mythologie grecque. Ce recueil a été suivi en 1853 d'un ouvrage similaire, Tanglewood Tales for Boys and Girls, qui reprend des mythes différents.
Le Livre des merveilles se présente comme un enchâssement de récits, dans lequel un étudiant de Williams College, Eustache Bright, raconte des histoires à un groupe d'enfants de Tanglewood, un domaine situé à Lenox, dans le Massachusetts, où Hawthorne avait vécu un moment.
Les histoires racontées sont les suivantes :
- The Gorgon's Head (la tête de la Gorgone, Persée)
- The Golden Touch (le toucher d'or, Midas)
- The Paradise of Children (le paradis des enfants, Pandore)
- The Three Golden Apples (les trois pommes d'or, un des douze Travaux d'Héraclès)
- The Miraculous Pitcher (Philémon et Baucis)
- The Chimæra (la chimère, Bellérophon)